# 4576 Yanotoyohiko
A 4576 Yanotoyohiko a Naprendszer kisbolygóövében található aszteroida. Takuo Kojima fedezte fel 1988. február 10-én.